# Sunny day (TUBEのアルバム)
『sunny day』（サニー・デイ）は、TUBEの3枚目のミニ・アルバム。2017年6月7日にSony Music Associated Recordsから発売された。

## 概要
ミニ・アルバムの発売は1993年『Say Hello』から24年1ヶ月ぶりとなる作品。
初回盤には東武百貨店とのコラボによるTUBE百貨店から、抽選で50名にお中元が届くキャンペーンの応募ハガキが封入された。
完全限定生産盤として、『Blue Reef』以来約18年ぶりとなるコンパクトカセットでも発売され、カセット盤のみの特典としてアルバムライナーノーツ&全曲解説が封入されている。
TUBEのミニ・アルバムにおいて『Smile』と『Say Hello』の両ジャケットには子供が登場しているが、本作ではTUBEメンバーそれぞれ持ち寄った幼少時代の写真がコラージュしたものとなっている。

## 収録曲

### CD盤・配信
| #         | タイトル                 | 作詞               | 作曲               | 編曲           | 時間  |
| --------- | ------------------------ | ------------------ | ------------------ | -------------- | ----- |
| 1.        | 「Shiny morning」        | 前田亘輝、坂基文彦 | 前田亘輝、坂基文彦 | TUBE           | 4:08  |
| 2.        | 「愛はメリーゴーランド」 | 前田亘輝           | 春畑道哉           | 宮崎裕介、TUBE | 3:33  |
| 3.        | 「VICTORY」              | 松本玲二           | 春畑道哉           | 佐藤晶、TUBE   | 3:56  |
| 4.        | 「f」                    | 前田亘輝           | 春畑道哉           | TUBE           | 3:49  |
| 5.        | 「スタートライン」       | 春畑道哉           | 春畑道哉           | 宮崎裕介、TUBE | 3:57  |
| 6.        | 「My sunny day」         | 前田亘輝           | 春畑道哉           | TUBE           | 3:42  |
| 合計時間: | 合計時間:                | 合計時間:          | 合計時間:          | 合計時間:      | 23:05 |

### カセットテープ
| #  | タイトル                 | 作詞               | 作曲               | 編曲           | 時間 |
| -- | ------------------------ | ------------------ | ------------------ | -------------- | ---- |
| 1. | 「Shiny morning」        | 前田亘輝、坂基文彦 | 前田亘輝、坂基文彦 | TUBE           | 4:08 |
| 2. | 「愛はメリーゴーランド」 | 前田亘輝           | 春畑道哉           | 宮崎裕介、TUBE | 3:33 |
| 3. | 「VICTORY」              | 松本玲二           | 春畑道哉           | 佐藤晶、TUBE   | 3:56 |

| 全作曲: 春畑道哉。 |                    |           |            |                |      |
| #                  | タイトル           | 作詞      | 作曲・編曲 | 編曲           | 時間 |
| 4.                 | 「f」              | 前田亘輝  | 春畑道哉   | TUBE           | 3:49 |
| 5.                 | 「スタートライン」 | 春畑道哉  | 春畑道哉   | 宮崎裕介、TUBE | 3:57 |
| 6.                 | 「My sunny day」   | 前田亘輝  | 春畑道哉   | TUBE           | 3:42 |
| 合計時間:          | 合計時間:          | 合計時間: | 合計時間:  | 23:05          |      |

## 演奏
- 坂基文彦：Chorus, Keyboards & Programming (#1)
- 宮崎裕介
  - Keyboards (#2.4.5.6)
  - Programming (#2.4.5)
- 玉木正昭：Percussion (#2.4.6)
- 澤野博敬、遠山拓志：Trumpet (#2.6)
- 須賀裕之：Trombone (#2.6)
- 勝田一樹：Saxophone (#2.6)
- 高原由妃：Chorus (#2)
- 佐藤晶
  - Chorus (#3)
  - Programming (#3.6)
- Toshiaki Otomo：Chorus (#3)
- IKKI-TAI：Chorus (#3.6)

## タイアップ
Shiny morning
- 「クノール®冷たい牛乳でつくるカップスープ」タイアップソング。